# Natasha Suri
Natasha Suri (सेरा जेन डियस) (Mumbai, 15 maggio 1984) è una modella indiana, incoronata Femina Miss India World 2006 e rappresentante dell'India a Miss Mondo 2006, dove si è piazzata nella top ten.
In precedenza aveva vinto numerosi altri concorsi di bellezza come Navy Queen, Miss Maharashtra, Get Gorgeous ecc.
Scoperta dal fotografo indiano Atul Kasbekar, Natasha Suri aveva anche già lavorato come modella per varie aziende come Pepsodent, Audi, Diet Coke, Snickers ed altre, ed era apparsa su varie riviste fra cui Femina, Elle e Maxim.
È stata nominata Ambasciatrice del Turismo di Mauritius, ricevendo l'onorificenza di Amica di Mauritius dal vice Primo Ministro della nazione.